# 1945—1950年美国战争计划

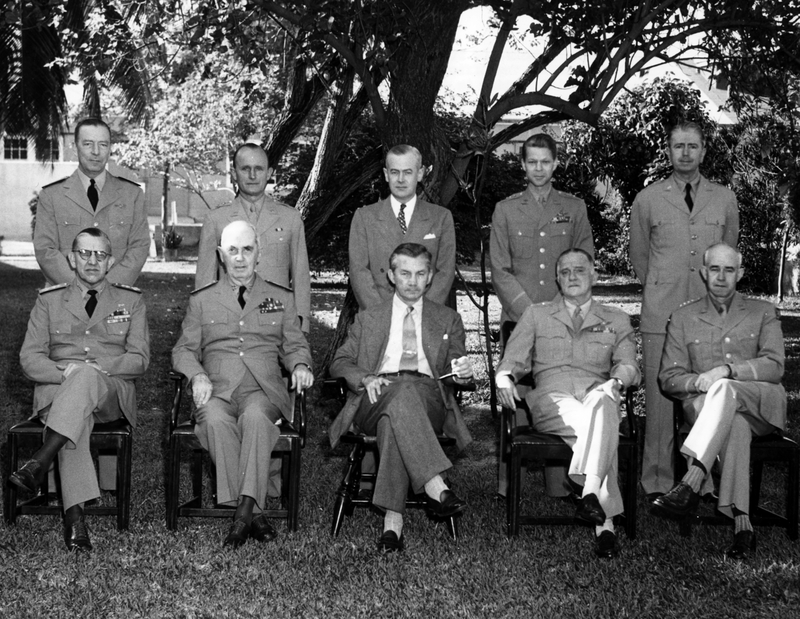
1948年召开的美國參謀長聯席會議。前排从左到右，依次是海军作战部长路易斯·丹菲尔德、參謀長聯席會議主席威廉·D·李海、國防部長詹姆斯·福里斯特尔、空軍參謀長卡爾·安德魯·斯帕茨、陆军参谋长奥马尔·布拉德利

自1945年到1950年間，美国定期制定和修訂一系列戰争计划，雖說大多數計劃因不切實際被廢，但仍能供實戰參考。当时人们普遍認為美蘇兩國不可能訴諸戰爭，而認定戰爭將因誤判而起。制定战争计划由参谋长联席会议与英国和加拿大的计划人员合作进行。
美国情报部门预估苏联可动员多达245个师，其中：西欧部署120个师，巴尔干、中东部署85个师，远东部署40个师。所有制定战争计划都假定战争是以苏联发起大规模攻势開始，因而防禦西欧不切实际，Pincher、Broiler、Halfmoon等計划都要求西方盟军撤退至比利牛斯山，同时从英国、冲绳、开罗-苏伊士或卡拉奇等地發起戰略空中攻勢，并由中東進攻苏联南部。1949年時，策略有變，Offtackle计划计划於萊茵河牽制蘇軍，必要时撤退至比利牛斯山，或再從北非或英國對西欧沦陷地区發起又一次霸王行動式入侵。
儘管計劃可行性和有效性遭質疑，但短期内反击蘇軍唯一手段便是戰略空中攻勢。其後，計劃空战规模不断扩大，以至計劃投掷多达292枚原子弹和246,900短噸（224,000公噸）常规炸弹。估計此計劃將徹底摧毀目標地區85%的包括电力、造船、石油提煉生产及其他重要戰爭工業之工业目标、導致大约670万人伤亡（270万人死亡）。美国空军和美国海军在海军方面是否參與战略轰炸、是否值得動用资源等问题上起了衝突。計劃中並無提到核威懾之概念。

## 背景
1944年，二戰後期，参谋长联席会议预测，蘇聯將從戰爭中崛起，而蘇聯與美國都將在戰爭以同盟國勝利結束後成為主導世界的兩支力量，而虽英國仍為大國，但其地位大不如前。同年2月5日，参谋长联席会议提出一份对苏联战后意图的评估，其中預測蘇聯將復員大部分部隊，以支持戰後經濟恢復重建之計劃，且重建任務在1952年之前無法完成。因而，在此之前，苏联将寻求避免与各国冲突，但為自身安全會控制處於其邊境的各國。但即使蘇軍復員後，蘇聯军力依舊強大，美国情报报告估计，復原後蘇軍將留有超過400萬名士兵，共113个师，另有84个师可從衛星國抽調。
二戰期間，美国动员而造就了其歷史上最強大的軍隊，當時包括美国陆军航空队在內的美國陸軍，有830万兵力，其中300万部署在欧洲战区，美国海军和美国海军陆战队的总兵力380万。到1945年初，计划要求将约100万人的21个師从欧洲经美国重部署到太平洋戰場，以支持沒落行動。约有40万人留駐欧洲执行军事占领任务。陆军根据士兵的服役时间、海外服役时间、子女情況和勳章進行評分，並將那些得分最高的人可优先退伍。至1945年8月，日本投降时，已有581,000名陆军士兵退伍。在压倒性的公众和政治压力下，二战后美國軍隊复员工作比原计划快得多。結果是，到1946年6月30日，陆、海軍和海軍陸戰隊總兵力分別下降至1,434,000人、983,000、155,000人。1947年6月30日，陆、海军和海軍陸戰隊總兵力分別下降到99万人、477,000人、82,000人，僅有一个师留守欧洲。同时，歐洲各國經濟仍處於從戰爭中的恢復階段，維持軍隊規模能力受到限制。
接下来几年，为應對可能與蘇聯爆發的衝突，美國制定了一系列战争計劃，参谋长联席会议曾就当时正开发的新武器，特别是核武器和远程导弹的潜力，咨询了新武器和设备联合委员会主席萬尼瓦爾·布希與曼哈顿計劃主任莱斯利·理查德·格罗夫斯少将。萬尼瓦爾·布希懷疑是否可能製造出如二戰德國V-2火箭式的導彈，且其射程還要擴大至2,000海里（3,700）。即使可行，也仍需盟国海外基地才可覆蓋蘇聯。莱斯利·理查德·格罗夫斯较乐观，虽說他同意製造远程导弹於1945年在技术上不可行，但认為在未来10到20年内就能被製造。且建議儲備原子弹庫存，並警告说破壞一個国家工业能力不会影响战争之结果。

## 铁钳计划（1946）
1946年3月2日，联合战争计划委员会分发了一份代号为“铁钳”（Pincher）的战争计划纲要。大纲在4月、6月两次修订，大綱預計苏联在開始动员60天后可在欧洲部署270个师、中东部署42个师、远东部署49个师。對計劃者而言中東是個火藥桶，蘇聯對中東的野心與英國相衝突。儘管美國將在其中維持中立，但正如1917年和1941年間发生的那样，仍難免最終卷入其中。
蘇聯有足夠的軍力跨越萊茵河這一障礙迅速攻佔莱茵河以西的歐洲，迫使美英軍隊撤退到比利牛斯山，但預計苏军不可能在当地維持長期佔領。計劃者认为，儘管蘇軍規模上占優勢，但意大利、伊比利亚、丹麦和斯堪的纳维亚半岛尚可組織防禦，但预计英法军队会集中力量保卫本国，而不愿意挪用力量防禦斯堪的纳维亚半岛，但可能會协助防禦西班牙和意大利。苏联進軍西欧的同时，也可能进军中东。若苏联也在远东发动攻勢，美軍將撤至日本。

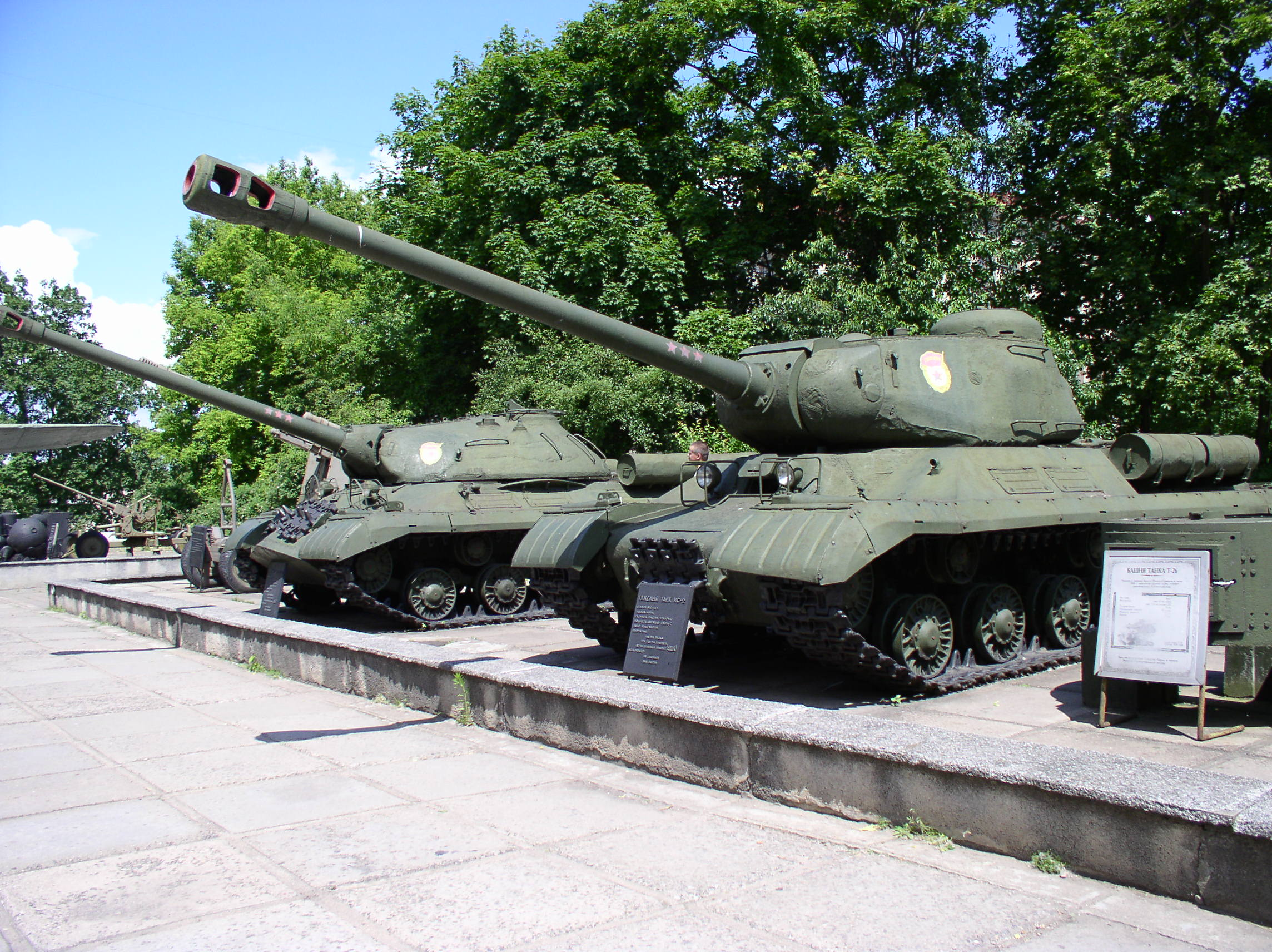
蘇聯約瑟夫·史達林坦克。對付蘇軍压倒性力量優勢是此時期所有戰爭計劃之特點所在

美軍目标是守住英伦三岛、北非、印度、中国與日本，从那得以发动战略空中攻勢，海军則封锁苏联的港口。對蘇占西歐发动第二次霸王行动的提議被否决，因其將導致與蘇軍在蘇軍占絕對優勢之地交戰，且遠離蘇聯本土。夺回斯堪的纳维亚半島或被考慮，但后勤方面存有困难。因而，首选方案是进攻达达尼尔海峡和博斯普鲁斯，并通过黑海入侵蘇聯南部。尽管計劃指出使B-29超級堡壘轟炸機得以覆蓋重要目標的范围内缺乏基地，但该计划没有具体要求使用核武器。在當時，B-29超級堡壘轟炸機是美軍最先進的長距離戰略轟炸機。此計劃僅討論最初反攻的行動概念，而無其他行動之概念，也没有探讨在中东部署一支大型部队的后勤问题。尽管如此，1946年7月8日，聯合戰略規劃局仍接受铁钳计划將其作為「進一步計劃之基礎」。
爾後，联合战争计划委员会與联合情报委员会在铁钳计划基礎上對其他區域做擴展研究。1946年8月5日發布名為Broadview的首份報告，1946年10月24日進一步修订。該計劃涉及北美的防御问题，远程武器的發明使美國之心臟地帶不再無懈可擊。在不久的将来，苏联将有能力实施单向空袭（英語：one-way air strikes）与突击队突擊（英語：commando raids），其潜艇也可袭击航運線与在沿岸布雷，但当时主流认为威胁来自于苏联特工的渗透与颠覆行动。且1950年后，苏联有可能开发出核武器与针对美国城市的长程飞机或导弹，苏联入侵阿拉斯加的可能性也被考虑在内。为应对这类威胁，美国需要机动地面部队以及空中预警系统和反潜部队应付来自苏联的突袭。
1946年8月15日發布的Griddle计划其中涉及到土耳其的防御问题。尽管土耳其军队有48個師的庞大規模，但缺乏现代装备。研究报告估计，苏联可以部署多达110个师对付土耳其，而不影响其他地方的行动。苏联也可同时从盟友保加利亚进攻土耳其东色雷斯，与苏联外高加索进攻安纳托利亚。蘇軍空降兵和两栖部队可打擊达达尼尔海峡和博斯普鲁斯海峡两侧。而后，苏军也可从土耳其向伊拉克和伊朗推进。据估计，在土军被迫撤到安纳托利亚西海岸前，最多可坚持120天。尽管如此，土耳其在美国的战略中占有重要地位，不仅因其是得以对苏联执行空袭的潜在基地，也因其可阻挡苏联在中东的扩张。因此，研究报告呼吁增加对土耳其提供军事援助，并发展土耳其的空军基地与港口。

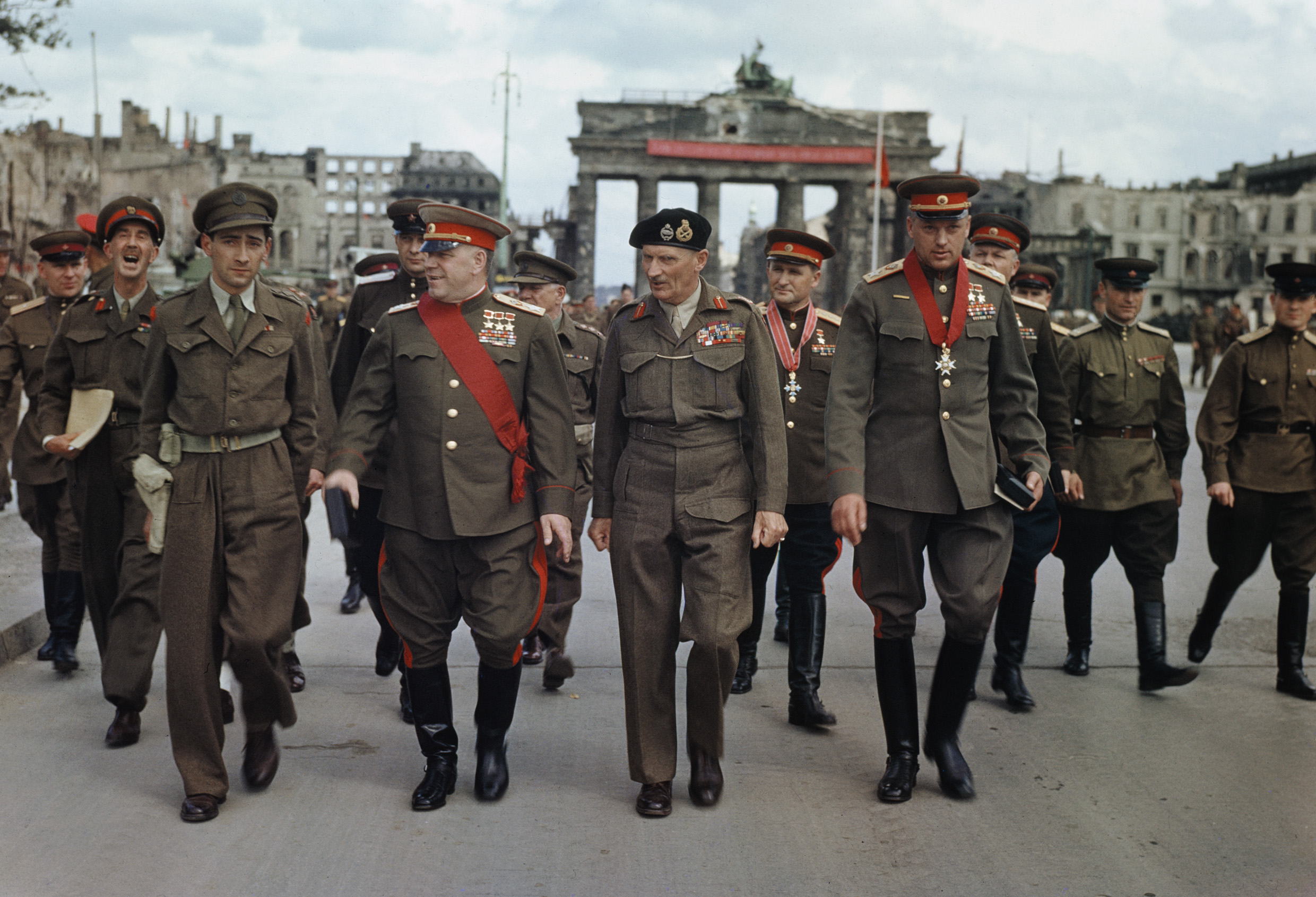
1945年6月，英国陆军元帅伯納德·蒙哥馬利同苏联元帅格奥尔基·朱可夫行走于柏林

作为Griddle的扩展研究，1946年11月2日发布代号名为Caldron的研究报告，报告涉及中东地区。虽说苏联生产的石油满足和平时期需求，但计划策划者认为苏联石油储备不足以应付一场大规模战争，因而，苏联的优先战略是夺取中东的石油资源，一旦苏联夺成，西方盟国也无法从此获取石油。该地也因被认为是进攻苏联的力量集结地，因而苏联也将采取行动反制，其中苏军多达85个师将用于中东地区的行动，而英軍僅有5个师阻止苏军攻势，而苏军部队预计将在60天内抵达巴勒斯坦。其时大约14个盟军师可集结于埃及。
1946年12月20日发布的代号名为Cockspur的研究报告考虑了苏军对意大利的威胁。报告设想南斯拉夫军队进攻意大利，苏军主力进攻德国，而後蘇軍也可从意大利北部進攻意大利。西方盟国可選擇嘗試防御意大利北部，虽说这被认为不切实际；也可实行战略性撤退。这就带来了西方盟军可能于北部的防御行动中遭摧毁，而不能防御西西里岛的風險。因而，研究报告建议，最好的行动方案是立即撤退到西西里岛。
由于铁钳计划要求撤退至比利牛斯山脉，伊比利亚半岛之战略地位显得格为重要。因此，1947年8月4日发布的代号名为Drumbeat的研究报告估计，西班牙可在60天内调集質量一般的22个师，葡萄牙可再调集2个师，同時5千人英國駐軍駐於直布罗陀。联合战争计划委员会不相信苏联会进攻西班牙，但也考虑其可能性。据估计，在D+45日前，多达20个苏军师可抵达比利牛斯山，其後蘇軍將派出新動員部隊增援比利牛斯，因而至D+90日，比利牛斯山駐有共80萬人的50个苏军师，為蘇軍全面進攻伊比利亞做足準備。尽管如此，计划者仍评估说，西方盟軍有希望守住西班牙。

## Broiler计划（1947）
尽管在Pincher计划上所做的研究没有被参谋长联席会议定为战争计划，但联合战争计划委员会1947年7月16日通知联合参谋部計劃室，称他們已取得足够可以制定新战争计划的进展。同年8月29日，随着1947年美国政府颁布《国家安全法》，联合战略计划委员会取代了联合参谋部计划室的工作，并指示联合战略计划小組以Pincher計劃為基礎構建新計劃，新計劃假设1948年爆发战争，且美国将与英国、加拿大结盟，战争中也会使用核武器。计划提高了核武器的重要性标志着计划重点的转变。
最終釋出戰爭計劃版本名為Broiler，並從美軍現有兵力作為出發點進行評估。联合战略计划小組而後还以Broiler為基礎起草了名為Bushwacker的用于1952年1月1日爆發戰爭後的长期战争计划，以及另份名為Charioteer的用於1955年爆發戰爭的战争计划，都假定西欧為蘇軍攻陷，並須進行場戰略性空戰。計劃者沒有指出對戰爭的最終政治目標，而只定於將蘇聯推回1939年的邊界。

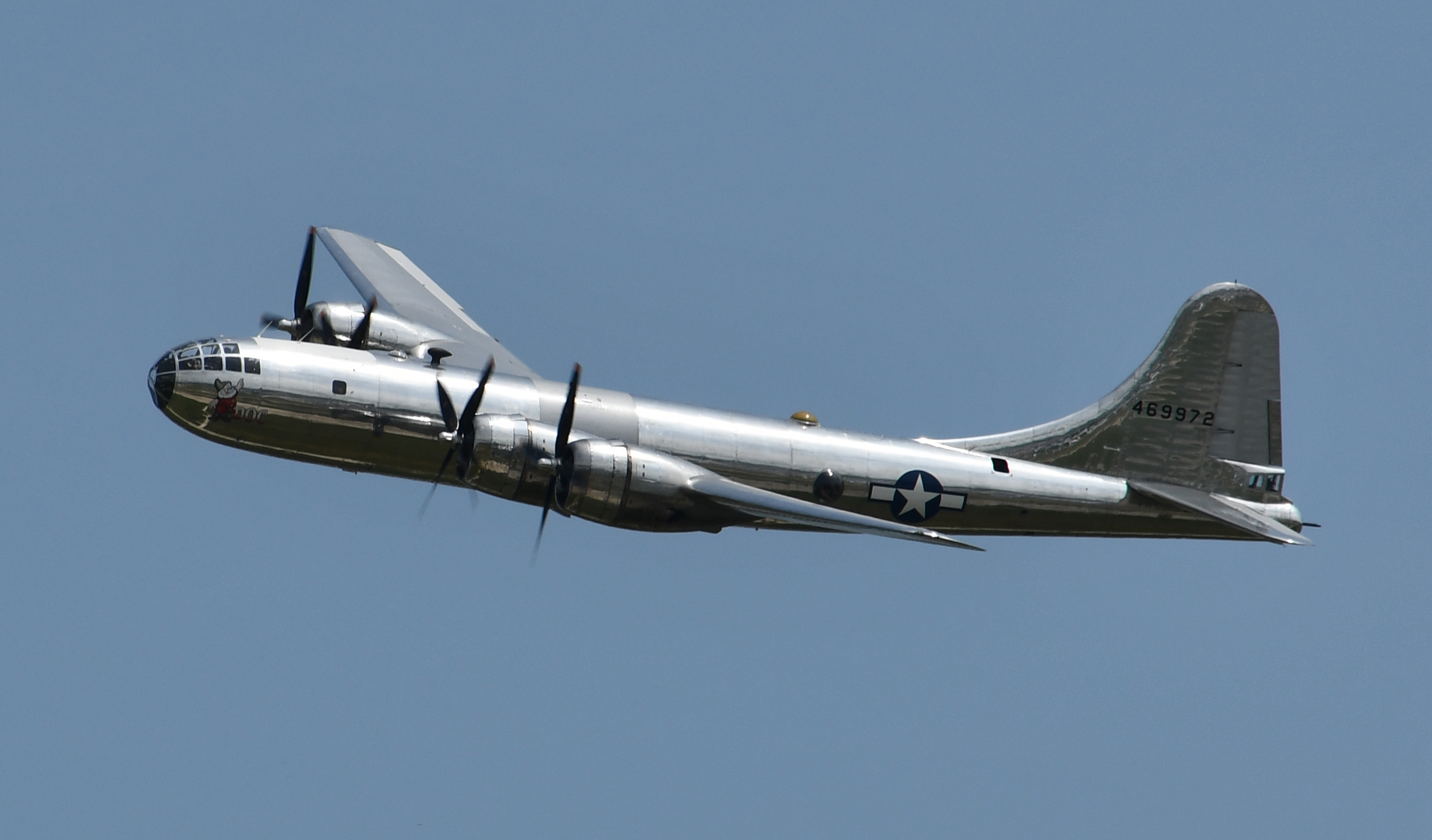
B-29超級堡壘轟炸機是1940年代后期美軍战略轰炸机編隊的主力

新計劃也另设想了与Pincher相同的情況，联合情报参谋部對蘇聯的評估是：蘇聯總可动员多达245个师。其中，120个师部署在西歐、85个师部署在巴爾幹和中東，40个师部署在遠東。使蘇軍有能力在45天内攻克欧洲大部分地区。从长远來看，預計蘇軍不僅佔據數量上的優勢，武器技術方面也不甘示弱，預計蘇聯將在1952年之前研製出核武器、1956年之前研製出長程轰炸机，使其有能力將打擊範圍覆蓋至美國。
为保美國本土安全，計劃美軍將佔領格陵蘭和冰島。空中加油技術的發展得以使B-29超級堡壘轟炸機與其改進型B-50超級堡壘轟炸機覆蓋苏联20个主要城市，B-29還被改裝為KB-29超級堡壘戰略加油機，但首批直到1948年底才完成交付，到1950年5月，将有77架飞机服役。

## 结果
朝鲜战争爆发致使美國国防预算从1950财年的142.58亿美元（相当于2021年的124亿美元）增加到1951财年的532.08亿美元（相当于2021年的432亿美元）1952财年的659.92亿美元（相当于2021年的526亿美元），軍種力量失衡問題得到緩解，並使得参谋长联席会议考虑在1952財年組建21个师的陆军、143支聯隊的空军與402艘戰艦的海军。
當苏联在比联合情报委员会預估的最早日期提前一年，比它在1948年3月22日认为最可能研製日期提早四年的1949年8月引爆首枚原子弹時，計劃修訂了对苏联核武库的估计，到1950年中期，苏联将拥有10至20枚核弹，到1952年中期，擁有45至90枚，到1954年中期，擁有120至200枚。这点被立即被纳入同年10月25日名为Offtackle计划中，计划假定战争一爆发双方都将动用核武器。

### 引用
1. ↑  Ross 1988，第4頁.
2. ↑  Schnabel 1996，第7–8頁.
3. ↑  Ross 1988，第4–5頁.
4. ↑  Schnabel 1996，第91–97頁.
5. ↑  Schnabel 1996，第109頁.
6. 1 2  Carter 2015，第148–149頁.
7. ↑  Schnabel 1996，第63–65頁.
8. 1 2 3 4 5  Schnabel 1996，第71–72頁.
9. ↑  Ross 1988，第31–33頁.
10. ↑  Ross 1988，第27頁.
11. ↑  Ross 1988，第27–30頁.
12. ↑  Moody 1995，第49頁.
13. ↑  Schnabel 1996，第74頁.
14. ↑  Ross 1988，第34–35頁.
15. ↑  Ross 1988，第35–36頁.
16. ↑  Ross 1988，第36–38頁.
17. 1 2  Schnabel 1996，第75頁.
18. ↑  Ross 1988，第38–40頁.
19. ↑  Ross 1988，第41–43頁.
20. 1 2  Condit 1996，第153–154頁.
21. ↑  Herken 1980，第226–227頁.
22. ↑  Ross 1988，第53–54頁.
23. ↑  Curatola 2016，第119-120頁.
24. ↑  Ross 1988，第139頁.
25. 1 2  Condit 1996，第280–281頁.

### 書目
- Abrahamson, James L.; Carew, Paul H. . Westport, Connecticut: Praeger. 2002. ISBN 978-0-275-97819-8. OCLC 49859889.
- Borowski, Harry R. . Contributions in Military History. Westport, Connecticut: Greenwood Press. 1982. ISBN 978-0-313-22235-1. OCLC 836244900.
- Brahmstedt, Christian.  (PDF). DTRA history series. Washington, D.C.: Defense Threat Reduction Agency, US Department of Defense. 2002  [9 August 2020]. OCLC 52137321. （原始内容存档 (PDF)于2017-08-30）.
- Campbell, Richard H. . Jefferson, North Carolina: McFarland & Company. 2005. ISBN 978-0-7864-2139-8. OCLC 58554961.
- Carter, Donald A.  (PDF). Washington, D.C.: Center of Military History, United States Army. 2015  [12 August 2020]. ISBN 978-0-16-092754-6. OCLC 931745874. （原始内容存档 (PDF)于2017-12-01）.
- Condit, Kenneth W.  (PDF). History of the Joint Chiefs of Staff. Washington, D.C.: Office of Joint History Office of the Chairman of the Joint Chiefs of Staff. 1996  [30 April 2020]. OCLC 4651413. （原始内容存档 (PDF)于2023-01-31）.
- Converse, Elliott Vanveltner.  (PDF). History of Acquisition in the Department of Defense. Washington, D.C.: Historical Office, Office of the Secretary of Defense. 2012  [12 August 2020]. ISBN 978-0-16-091132-3. OCLC 793093436. （原始内容存档 (PDF)于2023-03-24）.
- Curatola, John M. . Jefferson, North Carolina: McFarland. 2016. ISBN 978-0-7864-9419-4. OCLC 927620067.
- Herken, Gregg. . New York: Alfred A. Knopf. 1980. ISBN 978-0-394-50394-3. OCLC 251501723.
- Knaack, Marcelle Size.  (PDF). Washington, D.C.: Office of Air Force History. 1988  [5 May 2020]. ISBN 978-0-912799-59-9. OCLC 631301640. （原始内容存档 (PDF)于2022-06-01）.
- Little, Robert D.  (PDF). The History of Air Force Participation in the Atomic Energy Program, 1943–1953 II. Washington, D.C.: U.S. Air Force, Air University Historical Liaison Office. 1955  [28 July 2013]. （原始内容 (PDF)存档于4 March 2016）.
- Moody, Walton S.  (PDF). Washington, D.C.: Air Force History and Museums Program. 1995  [2 May 2020]. OCLC 1001725427. （原始内容存档 (PDF)于2022-11-04）.
- Poole, Walter S.  (PDF). History of the Joint Chiefs of Staff IV. Washington, D.C.: Office of Joint History Office of the Chairman of the Joint Chiefs of Staff. 1998  [29 August 2020]. OCLC 45517053. （原始内容存档 (PDF)于2023-01-31）.
- Rearden, Steven L.  (PDF). History of the Office of the Secretary of Defense. Washington, D.C.: Historical Office, Office of the Secretary of Defense. 1984  [14 September 2020]. OCLC 1096666315. （原始内容存档 (PDF)于2023-01-08）.
- Ross, Steven T. . New York and London: Garland. 1988. ISBN 978-0-8240-0207-7. OCLC 242582147.
- . Albuquerque, New Mexico: Sandia National Laboratory. 1967  [12 August 2020]. （原始内容存档于2021-09-01）.
- Schnabel, James F.  (PDF). History of the Joint Chiefs of Staff I. Washington, D.C.: Office of Joint History Office of the Chairman of the Joint Chiefs of Staff. 1996  [30 April 2020]. OCLC 227843704. （原始内容存档 (PDF)于2023-01-31）.
- Toprani, Anand. . Political Science Quarterly. 2019, 134 (1): 117–146  [12 August 2020]. ISSN 0032-3195. S2CID 159326841. doi:10.1002/polq.12870. （原始内容存档于2023-01-31）.
- Williamson, Samuel R. Jr.; Rearden, Steven L. . New York: St Martin's Press. 1993. ISBN 978-0-312-08964-1. OCLC 899218592.